# Zsoldos Árpád (színművész)
Zsoldos Árpád (Kolozsvár, 1933. augusztus 21. – Sepsiszentgyörgy, 2001. december 17.) erdélyi magyar színész, rendező.

## Életpályája
1955-ben végzett a marosvásárhelyi Szentgyörgyi István Színművészeti Intézetben. Egy ideig a kolozsvári magyar színház, majd a Szatmárnémeti Északi Színház tagja volt. Utána a sepsiszentgyörgyi színház (1992-től Tamási Áron Színház) tagja volt haláláig.
1995-ös nyugdíjazása után is aktív maradt, színpadi alakításai mellett film- és tévészerepeket is vállalt.

## Főbb szerepei
Nagy formátumú, széles skálájú színész. A klasszikus tragédiákban és vígjátékokban éppúgy sikerrel szerepel, mint a rendhagyóbb építkezésű drámai művekben. Eleinte különös, nyugtalan lírai hősök életre keltésével tette ismertté magát, azóta karakterszerepekben kamatoztatja tehetségét. Figuráit többnyire nagy belső fűtöttség, sejtelmeség, kavargó érzelmű indulati telítettség jellemzi. 
Magyar Színházműveszeti Lexikon
- Tristan (Lope de Vega: A kertész kutyája)
- Zeusz (Eftimiu: Prométheusz)
- Apu (Kányádi Sándor: Ünnepek háza)
- Bábjátékos (Illyés Gyula: Dupla vagy semmi)
- Martinovics (Kocsis István: A nagy játékos)
- Ill (Dürrenmatt: Az öreg hölgy látogatása)
- Szervét (Sütő András: Csillag a máglyán)
- Tejve, tejesember (Sheldon Harnick - Jerry Bock - Joseph Stein: Hegedűs a háztetőn)
- Bolyai János (Kocsis István: Bolyai János estéje)
- Valentinianus császár (Illyés Gyula: Kegyenc)

## Díjak
- Kemény János-díj, 1994